# Registrerat partnerskap

Statusen för samkönade äktenskap i europeiska länder.
Samkönade äktenskap tillåtna
Registrerade parförhållanden/partnerskap tillåtna
Oregistrerade samboenden tillåtna
Ej tillåtet eller okänt
Samkönade äktenskap förbjudna

Länder med registrerat partnerskap i Europa.
Könsneutralt registrerat partnerskap
Registerat partnerskap bara för samkönade partner
Före detta registrerat partnerskap för samkönade partner, ersatt av vigsel
Ingen form av registrerat partnerskap

Registrerat partnerskap eller registrerat parförhållande är den juridiska motsvarigheten till samkönade äktenskap i de fall då lagstiftningen inte likställer dessa med äktenskap mellan man och kvinna. Registrerat parförhållande är den finländska termen. I Sverige används i allmänhet termen registrerat partnerskap om lagar i andra länder som liknar den lag om partnerskap som fanns i Sverige 1995–2009.

## Utbredning
Lagar om registrerat partnerskap som väsentligt motsvarar äktenskap har funnits i bland annat Sverige (mellan 1995 och 2009), Finland, Danmark (som var det första land i världen att införa registrerat partnerskap 1989), Norge, Island, Nederländerna, Nya Zeeland, Storbritannien, Tyskland, och Schweiz. Dessa länder har istället för registrerade partnerskap senare valt att helt öppna upp äktenskapslagen för samkönade par. I och med detta avskaffades i dessa länder nytt registrerat partnerskap och det har ersatts av vigsel.
Andorra, Luxemburg, Slovenien och Tjeckien har partnerskapslagar med mer begränsad juridisk effekt. Nederländernas partnerskapslag och några till är eller var öppna för både samkönade och olikkönade par.

## Historia
Under senmedeltiden i Frankrike kunde två personer av samma kön skriva ett kontrakt, affrérement (betyder ungefär ’broderskap’); i det lovade man varandra att dela liv och tillgångar. Det var juridiskt giltigt och kan ses som en tidig version av registrerat partnerskap.